# Duinbreeksteeltje
Het duinbreeksteeltje (Conocybe dunensis) is een schimmel behorend tot de familie Bolbitiaceae. Het groeit  aan de voet van helmgras in de zeeduinen. Het dunne steeltje heeft kenmerkende strepen in lengterichting. 

## Kenmerken

### Uiterlijke kenmerken
hoed
De hoed heeft een diameter is tussen 1 en 3 cm. De kleur is roodbruin. De vorm is aanvankelijk stomp kegelvormig en later gewelfd met brede umbo. De hoed is doorschijnend gestreept tot en het midden en sterk hygrofaan. De rand is vaak wat lichter gekleurd en verbleekt sterk bij uitdroging.
lamellen
De lamellen staan dicht bijeen en zijn roestbruin van kleur net als de hoed.
steel
De steel heeft een lengte van 40 tot 100 mm. De dikte is 2 tot 4,5 mm. De vorm is cilindrisch tot iets verbredend aan de basis. De kleur is wit tot bleek okergeel.
geur en smaak
Het duinbreeksteeltje heeft een zwakke geen bijzondere smaak of geur.

### Microscopische kenmerken
De sporen zijn ellips- tot citroenvormig of amandelvormig. De sporenmaat is 11 tot 14,5 × 5,5 tot 9,0 µm, Q-getal is 1,5 tot 2,0 en Q-avg = 1,6 tot 1,85. De grote centrale kiempore is tot 1,5 µm breed. De sporen zijn bleek in water en kleuren roodbruin in kaliumhydroxide (KOH). De kegelvormige cheilocystiden hebben een duidelijk kopje/knopje van 3 tot 4 µm breed.

## Verspreiding
Het duinbreeksteeltje komt in Nederland zeldzaam voor. Met name in de zeeduinen wordt het waargenomen. Het staat op de rode lijst in de categorie 'Bedreigd'.